# Stromae
Paul Van Haver (nederländskt uttal: [ˈpɔu̯l vɑn ˈɦɑvər]), mer känd som Stromae, född 12 mars 1985 i Bryssel, är en belgisk artist och låtskrivare. Bland hitlåtar märks "Alors on danse" och "Papaoutai".

## Biografi
Van Haver föddes i Etterbeek, kommun i Brysselregionen, och har rwandesisk och flamländsk bakgrund.
Han är verksam inom både hiphop och elektronisk dansmusik/house och främsta hitlåten är Alors on danse som toppade listor i flera länder under 2010. Han har totalt åtta singelettor enbart i Frankrike och Belgien.
År 2022 gav han ut albumet Multitude.

## Diskografi

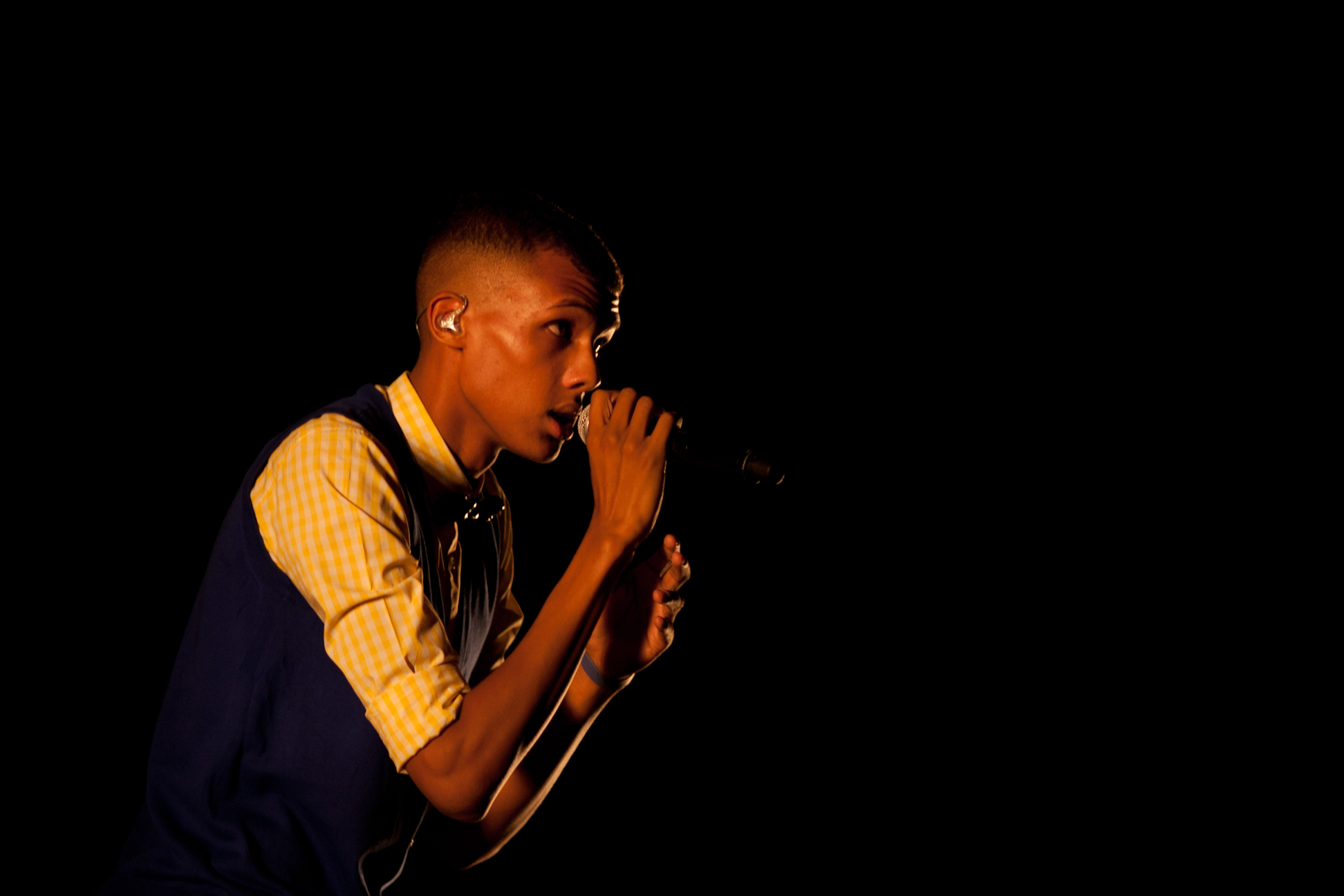
Stromae på scen 2011.

### Album
| År   | Albumdetaljer                                                                                   |
| ---- | ----------------------------------------------------------------------------------------------- |
| 2010 | Cheese - Släppt den 21 juni 2010 - Bolag: Vertigo/Mosaert/Universal France                      |
| 2013 | Racine carrée - Släppt den 16 augusti 2013 - Bolag: Universal Music Group/B1 Recordings/Mosaert |
| 2022 | Multitude - Släppt den 4.03.2022                                                                |

### EP
| År   | Albumdetaljer |
| ---- | --- |
| 2007 | Juste un cerveau, un flow, un fond et un mic… - Släppt 2007 - Bolag: Institut National de Radioélectricité et Cinématographie |

### Mixtapes
| År   | Albumdetaljer                                                                          |
| ---- | -------------------------------------------------------------------------------------- |
| 2006 | Freestyle Finest - Släppt 2006 - Gandhi, K-Deeja                                       |
| 2009 | Mixture Elecstro - Släppt 2009 - Bolag: Because Music, Kilomaitre - Featuring: DJ Psar |

### Video albums
| År   | Albumdetaljer                                    |
| ---- | ------------------------------------------------ |
| 2015 | Racine carrée Live - Släppt den 11 december 2015 |

### Singlar
| År   | Singel                                          | Högsta listposition | Högsta listposition | Album         |
| År   | Singel                                          | BEL                 | FRA                 | Album         |
| ---- | ----------------------------------------------- | ------------------- | ------------------- | ------------- |
| 2009 | "Up saw liz"                                    | -                   | -                   |               |
| 2009 | "Alors on danse"                                | 1                   | 1                   | Cheese        |
| 2010 | "Bienvenue chez moi"                            | -                   | -                   | Cheese        |
| 2010 | "Te quiero"                                     | 4                   | 153                 | Cheese        |
| 2010 | "House’llelujah"                                | 22                  | -                   | Cheese        |
| 2010 | "Rail de musique"                               | -                   | -                   | Cheese        |
| 2010 | "Peace or Violence"                             | 12                  | -                   | Cheese        |
| 2010 | "Silence"                                       | 26                  | -                   | Racine carrée |
| 2010 | "Je cours"                                      | 15                  | -                   | Racine carrée |
| 2013 | "Papaoutai"                                     | 1                   | 1                   | Racine carrée |
| 2013 | "Formidable"                                    | 1                   | 1                   | Racine carrée |
| 2013 | "Tous les mêmes"                                | 1                   | 1                   | Racine carrée |
| 2014 | "Ta fête"                                       | 2                   | 30                  | Racine carrée |
| 2014 | "Ave Cesaria"                                   | 45                  | 97                  | Racine carrée |
| 2014 | "Meltdown" (feat. Lorde, Pusha T, Q-Tip & Haim) | 5                   | 107                 |               |
| 2015 | "Carmen"                                        | 46                  | 67                  | Racine carrée |
| 2015 | "Quand c'est?"                                  | -                   | 142                 | Racine carrée |
| 2017 | "Repetto X Mosaert"                             | -                   | -                   |               |
| 2018 | "Défiler"                                       | 7                   | 8                   |               |
| 2021 | "Santé"                                         | 1                   | 3                   | Multitude     |
| 2022 | "L'enfer"                                       | 1                   | 1                   | Multitude     |

## Utmärkelser
- Victoire för elektronisk musik-, groove- eller dancealbum, för Cheese,  2011
- Riddare av Gyllene pommes frites-strutens nationalorden,  2014[1]
- Victoire de l'artiste interprète masculin,  2014
- Victoire de l'album för chanson och variété, för Racine carrée,  2014
- Grand Prix de la Francophonie,  2016
- Victoire de l'album, för Multitude,  2023
- Victoire de l'artiste interprète masculin,  2023
- Kommendör av Kronorden,  2024[2]

[Redigera Wikidata]